# 亨利·摩根
海軍上將亨利·摩根爵士（英語：Henry Morgan，1635年—1688年8月25日），生於威爾斯，是17世紀的一位著名海盜、私掠船長，曾任英國皇家海軍上將，受封爵士。亨利以23歲之齡登上海盜首領之位，其後日漸成名，更經英國政府羅致為英國駐牙買加的總督，成為以牙買加為基地的海盜。

## 早年
亨利·摩根於1635年出生於威爾斯的一個小村落，他為家中長子。亨利早年的生活並沒什麼特別，只參加了加勒比海地區巴巴多斯的殖民地戰爭，後來則參加了海盜團體—海岸兄弟，開始了他的海盜生涯。他參與的第一場侵略是對加勒比海南部的庫拉索島，在侵略中，亨利表現出智慧和勇氣，得到了海盜團的認可，不久亨利已經可以得到一艘海盜船的控制權，到了1655年，亨利首次獲到懸紅，其懸紅金額為£200。

## 戰役

### 普林西普城
摩根23歲那年，他海盜團的首領被西班牙捉到並處決，摩根因此成為海盜團的新首領。成為新首領後，摩根考慮到剛失去首領的海盜的困境，他並沒有急著回牙買加休養，反而突襲古巴的普林西普城，向手下證明要帶領海盜團幹一番大業，他乘夜進攻普林西普，屠殺城內的人民，帶走大量的金銀珠寶，更命令居民交出一千頭畜生，首戰成功告捷。

### 貝略港
摩根襲擊普林西普城後並沒有就此罷手，他將目標定為巴拿馬海峽中富裕的波托韋洛，這個港口一直都是西班牙海外貿易的重要據點。摩根進攻貝略港後，西班牙隨即派駐重兵防守這個繁榮的港口，摩根久攻不下貝略港，忽然想起一個瘋狂的念頭，他命令海盜團以港口內的修道士及修女作為人質，篤信天主教的西班牙士兵嚇得手忙腳亂，結果摩根成功攻陷貝略港，並在港口逗留了半個月，把港口洗劫一空。

### 馬拉開波
兩場侵略的勝利，雖然為摩根帶來豐厚的財富，讓他可以在牙買加休養一段日子。但財富總有一天會花光，因此摩根決定再次出擊，侵略馬拉開波。在駛往馬拉開波的航程中，摩根的其中一名手下不小心點燃了船上的火藥，引起了一場事故，但這並沒有打消摩根侵略馬拉開波的念頭，在馬拉開波上，摩根以殘忍的手法對待城市中的人民，結果引來西班牙戰艦的圍剿，摩根在包圍下，讓兩艘裝滿炸藥的船乘風駛去西班牙艦隊，引起西班牙海軍的混亂，摩根的海盜團則藉混亂假裝攻擊，然後悄悄離去。

### 巴拿馬
摩根自成名後，一直成為牙買加的英雄，當西班牙軍隊決定進攻牙買加時，牙買加總督亦尋求摩根的協助。摩根在英國及法國背後的支持下，率領36艘船及1800人直搗西班牙的殖民地巴拿馬，令西班牙軍進退失據，巴拿馬的守軍驅趕幾百頭猛獸反擊，但仍然不敵海盜們的猛攻，摩根在1671年攻破巴拿馬，西班牙軍亦被迫撤離牙買加，摩根成功解除了牙買加的危機。

## 晚年
後年，西班牙政府與英國政府簽定停戰協定，摩根缺乏了英國在背後的支持，遣送倫敦受審，不過由於過去摩根一直協助英國牽制西班牙，英國政府並沒有重判摩根，反而在數年後封他爵士爵位，並任他為英國駐牙買加總督。摩根回到牙買加後，一直過著富裕的生活直至死亡。

## 文化影響
亨利·摩根的事跡過去一直改編成各類的電影及小說，包括諾貝爾文學獎得主約翰·史坦貝克亦曾以亨利·摩根的生為題材的小說《金杯》。美國CBS電視台之戶外競技真人秀《倖存者》第7季以摩根的姓氏作為其中1支部落分隊之名稱。
Seagram公司於1944年開始生產以他的名字命名的摩根船長蘭姆酒。